# Eleutherodactylus nivicolimae
Espèce
Synonymes
- Syrrhophus nivicolimae Dixon & Webb, 1966

Statut de conservation UICN

 VU D2 : Vulnérable
Eleutherodactylus nivicolimae est une espèce d'amphibiens de la famille des Eleutherodactylidae.

## Répartition
Cette espèce est endémique du Mexique. Elle se rencontre dans les États de Colima et du Jalisco de 600 à 2 400 m d'altitude sur le Nevado de Colima.

## Publication originale
- Dixon & Webb, 1966 : A new Syrrhophus from Mexico (Amphibia: Leptodactylidae). Contributions to Science, vol. 102, p. 1-5.